# Mandat
 Der er for få eller ingen kildehenvisninger i denne artikel, hvilket er et problem. Du kan hjælpe ved at angive troværdige kilder til de påstande, som fremføres i artiklen.

Mandat (af latin: mandatum, befaling) betyder egentlig fuldmagt eller ordre til at udføre et hverv for en anden. Se også mandatsvig (straffelovens § 280) for i berigelseshensigt at misbruge sit mandat.
Et mandat er også et andet ord for en plads i en folkevalgt politisk forsamling (fuldmagt fra folket). Det kan være Folketinget, Europaparlamentet, en kommunalbestyrelse eller et regionsråd. Mandatet tilhører den valgte politiker personligt og ikke hans eller hendes parti, hvorfor man fra tid til anden ser, at en politiker bliver siddende, selv om vedkommende ikke længere er medlem af det samme parti som ved valget.
Hvor mange mandater, de enkelte partier får ved et valg, udregnes ved hjælp af komplicerede regnemetoder, kaldet største brøks metode og den d'Hondtske metode. Sidstnævnte bruges ved kommunalvalg. D'Hondts metode er tillige indført ved folketingsvalg, hvor den første gang anvendes ved valget den 13. november 2007 som erstatning for den hidtidige modificerede Sainte-Laguës metode.